# Geografía económica
La geografía económica es la rama de la geografía humana que relaciona y simpatiza la actividad económica (consumo y producción) con el lugar del mundo en que se lleva a cabo. Los geógrafos se interesan no solo por dónde están las cosas sino por qué están situadas en donde se encuentran, y la naturaleza de los procesos que afectan a consumidores y un conjunto de establecimientos de producción dentro de algún espacio definido. Los consumidores (todas las personas) son móviles, mientras que los establecimientos son en lugares fijos. Los consumidores se desplazan para consumir bienes y servicios, aunque en ocasiones son los productos los que se mueven desde el lugar de producción hasta el consumidor (entrega a domicilio), pero lo habitual es que el producto y el consumidor se muevan hasta un lugar de encuentro: el mercado.
Teóricamente, en una economía de libre mercado, la demanda y la oferta se reflejan en los precios. Pero, si se introduce la variable espacial, se necesita, también, tener en cuenta el coste del desplazamiento tanto del producto como de los consumidores, que se mide tanto en dinero como en tiempo empleado en el traslado. El precio refleja la última unidad (marginal) de un artículo o servicio colocado en el mercado, mientras que el valor depende de lo necesario que sea para el consumidor. 
Todas las personas son consumidores. Las fábricas que producen artículos y servicios se clasifican en industrias. Una empresa es una unidad de propiedad de negocio. En realidad, el espacio económico es todo menos homogéneo, y no todos los consumidores piensan y se comportan de la misma manera, y cambian en el tiempo, lo que complica mucho el análisis geográfico de los fenómenos económicos. Y, para complicar las cosas, los sistemas económicos que se desarrollan en las diferentes regiones no están aislados unos de otros, sino que se interfieren. De cómo, por qué, dónde, cuándo sucede esto trata la geografía económica.

## Importancia de la geografía económica
Desde el principio de su existencia el ser humano ha buscado satisfacer  necesidades básicas: reproducción, alimentación, vestido y casa, aprovechando los recursos que el medio le proporciona. 
Las formas de vida de los grupos humanos se fueron complicando conforme avanzaba la civilización, pasando por varias etapas: recolección, pastoreo, pesca, agricultura, ganadería, industria, etc.
El comercio es la actividad que más ha influido en el modo de vida de los grupos humanos, pues ya no producen para satisfacer únicamente sus necesidades, sino lo hacen con el fin de intercambiar sus productos con los de otros grupos dedicados a distintas actividades. De esta manera se inicia la división del trabajo y la regionalización de las actividades productivas.
Estos cambios en la forma de vida se aceleran con el desarrollo de las actividades industriales, comerciales, medios de transporte y comunicación, conformando las actuales formas económicas de la sociedad moderna.
Para comprender las diferentes formas de organización económica y explotación de los recursos naturales que se realizan en las diferentes regiones y países del mundo, además de los factores geográficos, deben conocerse otros aspectos tales como: la revolución tecnológica del siglo XX, que determinó una creciente automatización, la aplicación de tecnologías adecuadas, disponibilidad de capitales, existencia de mano de obra calificada, estabilidad de los gobiernos y políticas administrativas estimulantes. Por último, se debe tener en cuenta la organización económica del mundo, dividido en grandes bloques económicos que tienen una influencia muy significativa en sus respectivas áreas. 
Todos estos hechos son estudiados y analizados por la Geografía Económica, a partir de la localización, causalidad y relación de los fenómenos económicos, por lo que su importancia es evidente.
| La economía | La historia                                                                                                   | La demografía                                                                                              | Las ciencias de la tierra                                                                                               | La política |
| --- | --- | --- | --- | --- |
| Permite identificar y analizar el proceso productivo de bienes y servicios destinados a la satisfacción de las necesidades humanas. | Que facilita la comprensión de los procesos temporales que configuran las dinámicas socioeconómicas actuales. | Que aporta el análisis de la dinámica poblacional, tanto en la dimensión individual, como en la colectiva. | Que permiten conocer las características de los recursos naturales y las posibilidades de uso por parte de la sociedad. | Que se encarga de analizar las relaciones de poder que se dan alrededor de la distribución y acceso de los recursos, bienes y servicios. |

La geografía económica analiza la combinación de factores naturales y espaciales en el estudio de las actividades económicas de una región o un país.
Esta especialidad estudia la localización y naturaleza de las actividades económicas, los patrones de uso de la tierra, el valor de la misma en relación con las vías de transporte, la rentabilidad del suelo, la distribución espacial de las actividades productivas en las ciudades y el mundo.
La geografía económica estudia las relaciones oferta-demanda desde una perspectiva espacial, para ello analiza la localización y características de los lugares "productores" y su relación espacial y temporal con los lugares "consumidores". Estos procesos están relacionados con las leyes de mercado, comercio nacional e internacional, los procesos de mundialización de la economía y la situación económica propia de cada país.

## Sectores económicos
Una manera de entender las relaciones entre las actividades económicas y el espacio es por medio del análisis de los sectores económicos, pues es el aumento de productos implica así mismo, una gran diversidad en las formas de producirlos. La clasificación de los sectores económicos se ha establecido según criterios nacionales adoptados por los diferentes países. De este modo los sectores económicos se clasifican en:

### Sector primario
Abarca todas las actividades económicas que se basan en la extracción de bienes y recursos naturales. Las principales actividades del sector primario son la agricultura, la pesca, la explotación forestal, la explotación minera, la producción de energía y la captación de agua, de manera que están fundamentalmente vinculadas al ámbito rural. Estas constituyen la oferta básica de recursos e insumos para las demás actividades.

### Sector secundario
Incluye las actividades de transformación de bienes y recursos extraídos del medio natural. Estos procesos se desarrollan fundamentalmente en ámbitos urbanos, aprovechando la existencia cercana de mano de obra y de potenciales consumidores. Comprende todas las actividades económicas de un país relacionadas con la transformación de industrias de alimentos y otros tipos de bienes o mercancías. Forma parte de la actividad económica. Los distintos procesos, son cada vez más automatizados.

### Sector terciario
Incluyen aquellas actividades cuyos productos no son bienes tangibles, sino que son intangibles, pero son sujetos de transacción económica, como las actividades bancarias, el comercio, el transporte, y el turismo entre otras. Por ser de carácter inmaterial están menos vinculadas a espacios concretos, pero es en el espacio urbano donde mejor se despliegan.

### Sector cuaternario
El sector cuaternario es un sector económico que incluye los servicios altamente intelectuales tales como investigación, desarrollo, innovación (I+D, I+D+I). Tradicionalmente se le consideraba parte del sector terciario pero su importancia cada vez más creciente y diferenciada ha hecho que algunos autores aboguen por considerarlo como un sector separado.
Incluye la industria de alta tecnología, de tecnologías de la información y las telecomunicaciones y algunas formas de investigación científica, así como la educación, la consultoría y la industria de la información.
Permite identificar y analizar el proceso productivo de bienes y servicios destinados a la satisfacción de las necesidades humanas.